# Herb gminy Malbork
Herb gminy Malbork – jeden z symboli gminy Malbork ustanowiony 13 czerwca 2007.

## Wygląd i symbolika
Herb przedstawia na tarczy koloru żółtego zieloną wierzbę, a poniżej niej niebieską wstęgę. Kolor żółty symbolizuje barwy pól, wierzba nawiązuje do położenia na terenie Żuław Wiślanych, natomiast wstęga to symbol rzeki Nogat. 